# بیشور (کارولینای شمالی)
بایشور (به انگلیسی: Bayshore) شهری در ایالت کارولینای شمالی کشور ایالات متحده آمریکا است که جمعیت آن در سرشماری سال ۲۰۱۰ میلادی، ۳٬۳۹۳ نفر بوده‌است.